# Viroid
Viroid je malá infekční cirkulární autokatalytická ribonukleová kyselina (RNA) nekódující žádný protein. Hostiteli viroidů jsou vyšší rostliny, u kterých viroidy způsobují onemocnění podobná virózám. Mezi časté příznaky takových chorob patří zakrslost, epinastie a žluté skvrny na listech. První objevený viroid, PSTV (angl. Potato Spindle Tuber Viroid) patřící do čeledi Pospiviroidae, způsobuje vřetenovitost brambor. Viroid cadang-cadang (CCCV) způsobuje smrtelné onemocnění kokosových palem na Filipínách, které devastuje místní plantáže. Mezi další rostliny trpící na viroidová onemocnění patří rajčata, chmel, citrusy, avokáda a další.
První viroidová onemocnění se objevila až ve dvacátém století a navíc jsou obvykle vázána na určitou lokalitu. Vysvětluje se to tím, že se viroidy vyskytují u divoce rostoucích rostlin, u kterých nezpůsobují chorobné příznaky a ze kterých se přenesly na citlivé kulturní plodiny. Viroidy se šíří pomocí semen a pylu, ale také přes zemědělské nářadí způsobující mechanická poranění rostlinné tkáně.

## Molekulární biologie

### Genom
Viroidy byly objeveny až v roce 1971, dosud bylo zjištěno, že infikují pouze rostliny. Cyklické RNA molekuly viroidů obsahují zhruba 250-400 nukleotidů, které nekódují žádný protein. Sekvence (primární struktura) kompletního genomu PSTV vypadá následovně (obsahuje 359 nukleotidů a je cirkulárně kovalentně uzavřená):
```
  1   CGGAACUAAA CUCGUGGUUC CUGUGGUUCA CACCUGACCU CCUGAGCAGA AAAGAAAAAA
 61   GAAGGCGGCU CGGAGGAGCG CUUCAGGGAU CCCCGGG
GAA AC
CUGGAGCG AACUGGCAAA
121   AAAGGACGGU GGGGAGUGCC CAGCGGCCGA CAGGAGUAAU UCCCGCCGAA ACAGGGUUUU
181   CACCCUUCCU UUCUUCGGGU GUCCUUCCUC GCGCCCGCAG GACCACCCCU CGCCCCCUUU
241   GCGCUGUCGC UUCGGCUACU ACCCGGUGGA AACAACUGAA GCUCCCGAGA ACCGCUUUUU
301   CUCUAUCUUA CUUGCUUCGG GGCGAGGGUG UUUAGCCCUU GGAACCGCAG UUGGUUCCU
```

Většina známých viroidů vykazuje s genomem PSTV vysokou (více než 60%) homologii. Všechny známé viroidy obsahují typickou sekvenci GAAAC (tu sdílí i s virusoidy), v jejíž blízkosti se u většiny viroidů nachází centrální konzervativní oblast. Genom mnoha viroidů obsahuje také charakteristickou polypurinovou sekvenci.
V sekundární struktuře se střídají spárované úseky s nespárovanými. Na základě výpočtů vypadá sekundární struktura PSTV takto (modře je označen první a poslední nukleotid ve výpisu sekvence genomu výše, červeně je zvýrazněna sekvence GAAAC, centrální konzervativní oblast je vyznačena žlutě):

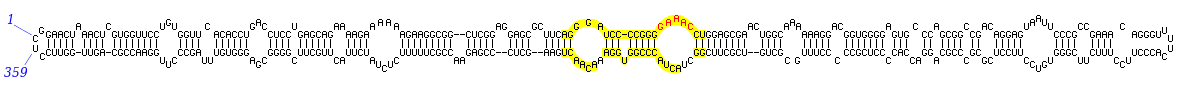
Pravděpodobná sekundární struktura viroidu PSTV

Terciární struktura se v elektronovém mikroskopu jeví jako krátká tyčka, jejíž tloušťka odpovídá dvojšroubovici nukleové kyseliny.

### Replikace
Viroidy se replikují v jádru buňky, nejvíce se jich nachází v jadérku. Replikace se provádí metodou valivé kružnice, tj. opakovaným přepisem cyklického viroidu do komplementární lineární multimerní RNA. Tento přepis katalyzuje buněčná RNA polymeráza II. Multimery se autokatalicky stříhají na jednotlivé monomery. Ligací monomerů vznikají minus antiviroidy, podle nichž RNA polymeráza I v jadérku syntetizuje plus viroidy.

### Homologie
Centrální konzervativní oblast viroidů je homologická 5' koncové oblasti malé jaderné RNA U1, která se účastní sestřihu pre-mRNA a rozpoznávání 5' konce intronů. Na tom je založena hypotéza o původu viroidu z vystřiženého intronu, který díky své struktuře unikl degradaci, a zároveň hypotéza o patogenním účinku interferencí se sestřihem pre-mRNA v jádře. Existují však homologie i s dalšími buněčnými sekvencemi.

## Systém
Klasifikace byla navržena Floresem a kol. v r. 1998 a revidována Dienerem v r. 2001.
Standardními příponami jsou:
- pro čeleď: -viroidae
- pro rod: -viroid

Viroidy jsou členěny do dvou čeledí. Zástupci čeledi Pospiviroidae mají v genomu tzv. centrální konzervovanou oblast (CCR – central conserved region), která obsahuje „jádrové“ sekvence a má specifické sekundární struktury klíčové pro replikaci. Zástupci čeledi Avsunviroidae jsou zase schopni katalyzovat samoštěpení multimerů vytvářených při replikaci.
Systém vypadá následovně:
- Čeleď Avsunviroidae
  - Rod Avsunviroid
  - Rod Pelamoviroid
  - Rod Elaviroid
- Čeleď Pospiviroidae
  - Rod Pospiviroid
  - Rod Hostuviroid
  - Rod Cocadviroid
  - Rod Apscaviroid
  - Rod Coleviroid

## Viroidy škodící na kulturních rostlinách
- viroid PSTV (Potato Spindle Tuber Viroid)
- viroid CEV (Citrus Exocortis Viroid)
- viroid CCCV (Coconut Cadang-Cadang Viroid)

## Příbuzné pojmy
Současná klasifikace zahrnuje viroidy přímo do systému virů, ale taxonům nechává specifické pojmenování s příponami rodu a čeledi -viroid, -viroidae. Vedle pravých virů a viroidů zahrnuje i další virům podobné částice, tzv. přenosné genetické elementy:
- Viry („pravé“; pojmenování -virus, -viridae) se liší od viroidu tím, že kóduje proteiny, jeho viriony zahrnují kapsidu a některé mají místo RNA DNA.
- Virusoidy, systematicky nazývané „satelitní nukleové kyseliny“ (pojmenování -satellite, -satellitidae) se od viroidu liší tím, že je plně závislý na pomocném viru a šíří se v jeho kapsidách.
- Viriformy (pojmenování -viriform, -viriformidae) jsou endogenní prvky odvozené z virů, které byly jejich organickými (buněčnými) hostiteli „domestikovány“, aby plnily funkce důležité pro životní cyklus hostitele.

Dosud není definován taxon pro zařazení ucelené fylogenetické skupiny tzv. obelisků, popsaných teprve v r. 2024:
- Jako obelisky se označují viroidům podobné entity kolonizujících bakterie lidského zažívacího traktu, představující neobalené genomy s kruhovou RNA, která je větší a na rozdíl od viroidů obsahuje i sekvence kódující proteiny dosud neznámé rodiny („obliny“), některé z nich i se signaturou ribozymů replikačního mechanismu podobného viroidům, nikoli však proteiny pro virový obal.[5][6][7]

Kmen Ambiviricota realmu Riboviria, ratifikovaný teprve v r. 2024, byl vytvořen pro nové viroidům podobné infekční entity, ambiviry.
- Ambiviry mají výrazně větší genomy (4 300 až 5 200 nt[pozn. 1]) s kruhovou strukturou. Vykazují jedinečné vlastnosti, které z nich dělají hybridy mezi RNA viry a viroidy. Mají dva otevřené čtecí rámce, z nichž jeden kóduje RNA-dependentní RNA polymerázu (RdRp) související s obdobnými RdRp RNA virů. Navíc kódují i dva ribozymy různých kombinací, přičemž k jejich kódování jsou využity oba směry kruhového genomu. Předpokládá se, že ambiviry infikují houby, ačkoli velká většina genomů ambivirů byla identifikována z metatranskriptomů (v izolátech agaricomycet).[9][10][11]